# Camillo Rondani

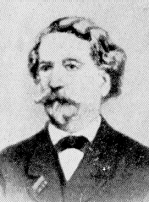
Camillo Rondani

Camillo Rondani (* 21. November 1808 in Parma; † 17. September 1879 ebenda) war ein italienischer Entomologe, der bekannt war für seine Arbeiten zu Zweiflüglern (Diptera).

## Frühes Leben, Familie, Ausbildung
Camillo Rondani wurde in Parma geboren, als die Stadt Teil des Königreichs Italien unter Vizekönig Eugène de Beauharnais war. Die Familie Rondani war wohlhabend und hatte einen reichen und alten Grundbesitz mit kirchlichen Verbindungen.
Camillos frühe Ausbildung erfolgte im Priesterseminar. Anschließend wechselte er in die öffentliche Schule, in der er, ermutigt von Macedonio Melloni, seinem Physik- und Chemielehrer im Vorbereitungskurs für die Universität Parma, trotz des Drängens seiner Familie nicht am Juraunterricht teilnahm. Er besuchte Mineralogie-Kurse bei dem Franziskanerpater Pater Bagatta und wurde in Naturgeschichte unterrichtet, einem Ergänzungsfach zur Botanik für Medizin und Pharmazie. Dozent für Botanik am Athenaeum Parmesan war Professor Georg Jan, Assistent am Kaiserlichen Museum in Wien und Inhaber des Lehrstuhls für Zoologie an der Universität Parma. Von Jan erhielt Rondani zahlreiche Schenkungen für seine Sammlung: Käfer und ein Herbarium. Durch Jan erhielt Rondani Zugang zum Haus des Conte Stefano Sanvitale, wo ein entomologischer Verein Zugriff auf die Insektensammlung von Pietro Rossi hatte.

## Karriere in Recht, Politik und Handel
Rondani erlangte 1831 sein Jura-Diplom. Sein Plan, Zoologie an der Universität Paris zu studieren – eine Bedingung für seine geplante Berufung zum Professor für Naturwissenschaften in Parma – scheiterte, da Italien in politische Turbulenzen geriet. Die Universität forderte ihre Studenten auf, für die Einheit Italiens zu sterben – eine erneute Forderung Giuseppe Garibaldis. Nach der Wiedereinsetzung des Herzogs nach drei Jahren provisorischer Regierung war nicht nur der Lehrstuhl für Zoologie ein ferner Traum, sondern auch die juristische Fakultät nach Piacenza verlegt worden, um die Zahl politisch aktiver Studenten zu verringern.
Camillo und sein Bruder Emilio, die von der provisorischen Regierung inhaftiert worden waren, wandten sich dem Kolonialhandel zu. Rondani untersuchte die Insekten der exotischen Produkte und beschrieb zwei der Käfer, die er fand: Cis jalapa aus Chilischoten und Brucus dolici aus Santa-Domingo-Kaffee.

## Heirat und Landwirtschaft
1833 heiratete Rondani seine erste Liebe Petronilla, nach der er später eine neue Schwebfliegen-Art, die heutige Sphiximorpha petronillae, benannte. Das Paar betrieb einen Familienbauernhof in den sanften Hügeln von Guardasone. Dieser wurde durch Dämme und wissenschaftliche Bodenbewirtschaftungssysteme erweitert, die er für sein Agronomiestudium und, gemeinsam mit Petronilla, für sein Poesie- und Kunststudium nutzte. Zu dieser Zeit begann er auch mit seinen Studien über Zweiflügler, möglicherweise aufgrund ihrer landwirtschaftlichen Bedeutung.
Wenige Jahre später starb Petronilla.

## Entomologische Studien
Nach dem Tod seiner Frau widmete sich Rondani intensiv der Entomologie und beschäftigte sich insbesondere mit der Biologie parasitärer Insekten (Zweiflügler (Diptera) und Hautflügler (Hymenoptera)).
Obwohl Rondani nur wenige seiner entomologischen Arbeiten selbst veröffentlichte, erlangte er dadurch Ansehen. 1840 wurde er Mitglied der Académie française, veröffentlichte seine erste Arbeit und korrespondierte mit Félix Édouard Guérin-Méneville über Insekten aus sizilianischem Bernstein. Es folgten rasch weitere Veröffentlichungen über in Italien und der Wissenschaft neue Arten, Klassifikationspläne, taxonomische Argumente und erste Arbeiten an seinem Meisterwerk, dem Prodomo, einer Abhandlung über Diptera. Viele seiner Werke wurden (verwirrenderweise) in der Druckerei in Parma gedruckt, später jedoch nach Korrekturen in den entomologischen Zeitschriften Nuovi Annali di Scienze Naturali di Bologna, Magazin de Zoologie de M. J. Guérin Ménéville und den Annales de la Société Entomologique de France. In den Nationalkriegen von 1848 wurden die Rondanis nach Parma zurückberufen. Camillo wurde kurzzeitig zum Vertreter von Traversetolo gewählt. Nach der katastrophalen Niederlage der Piemontesen in der Schlacht bei Novara zog sich Rondani nach Guardasone zurück und forschte dort einige Jahre lang an exotischen Zweiflüglern, während die Italiener zunehmend koloniale Ambitionen hegten. In diesen Jahren begann er mit dem irischen Entomologen Alexander Henry Haliday zusammenzuarbeiten, mit dem er später die Società Entomologica Italiana gründete.

## Späte Karriere
Als Louise Marie Thérèse d’Artois 1855 die Universität von Parma wiedereröffnete, die 1849 praktisch geschlossen worden war, wurde Rondani Professor für Agrarwissenschaften. Mit der Prodromo begann Rondani ernsthaft, als er Lehre und Forschung (vieles davon in angewandter Entomologie) abwechselte. Zehn Jahre später wurde Parma Teil der Vereinigten Provinzen Mittelitaliens (zu denen auch die Toskana, Modena und Piacenza gehörten). Dies führte zu Veränderungen an der Universität. Der Lehrstuhl für Agrarwissenschaften wurde abgeschafft und Rondani wurde emeritierter Universitätsprofessor und Insignito des Kreuzes der Heiligen Maurizio und Lazzaro. Er wurde Naturgeschichtelehrer am Gymnasium und auch Direktor des Agrarinstituts, wo er Agrarwissenschaften lehrte. Rondani behielt beide Ämter die nächsten zehn Jahre, obwohl das Institut 1865 an die Provinzverwaltung überging.
Rondani wurde ein beliebter Autor für mehrere Zeitungen und erhielt verschiedene Aufträge von der Regierung, der Camera d’Agricoltura e Commercio (Landwirtschafts- und Handelskammer) und der Giunta Superiore di Statistica (Hochrangiger Statistikausschuss), für die er eine Medaille erhielt. Sein Interesse an der Politik behielt er bis zuletzt bei, war einflussreiches Mitglied des Consigli della Provincia e del Comune und unterstützte ohne Zögern liberale und fortschrittliche Ideale.

## Zweite Heirat und Ableben
Er heiratete ein zweites Mal seine Cousine Elisa Gelati. Rondani starb am 17. September 1879. Seine Sammlung befindet sich im Museum La Specola in Florenz.

## Nach Rondani benannte Insektentaxa
- Rondania Robineau-Desvoidy, 1850 — Raupenfliegengattung
- Chrysogaster rondanii Maibach & Goeldlin, 1995 — Schwebfliege
- Fannia rondanii (Strobl, 1893) — Fliege aus der Familie Fanniidae
- Tabanus rondanii Bellardi, 1859 — Bremse aus Mexiko
- Philoliche rondani Bertoloni, 1861 — Bremse aus Südafrika
- Pteromalus rondanii Dalla Torre, 1898 — Erzwespe der Pteromalidae
- Rhopalocerus rondanii Villa, 1833 — Käfer der Unterfamilie Colydiinae
- Tetralobus rondanii Bertoloni, 1849 — Schnellkäfer

## Werke (Auswahl)
- Dipterologiae Italicae prodromus (1856–1877, 6 Bände)